# Šport u 1975.
◄◄ | ◄ | 1972. | 1973. | 1974. | 1975.  | 1976. | 1977. | 1978. | ► | ►►
Arhitektura • Astronautika • Astronomija • Biologija • Film • Fotografija • Glazba • Kazalište • Kemija • Kiparstvo • Knjige • Književnost • Kršćanstvo • Meteorologija • Medicina • Planinarstvo • Politika • Pravo • Promet • Slikarstvo • Strip • Šport • Televizija • Znanost • Zrakoplovstvo • Željeznički promet
Šport u 1975.

## Svijet

### Natjecanja

#### Svjetska natjecanja
- Od 19. do 26. srpnja – Svjetsko prvenstvo u vaterpolu u Kolumbiji: prvak SSSR
- Od 2. do 13. prosinca – Svjetsko prvenstvo u rukometu za žene u SSSR-u: prvak DR Njemačka

#### Kontinentska natjecanja

##### Europska natjecanja
- Od 10. do 19. rujna – Europsko prvenstvo u košarci u Jugoslaviji: prvak SFRJ. Hrvatski igrači koji su igrali za reprezentaciju Jugoslavije su bili Krešimir Ćosić, Nikola Plećaš, Vinko Jelovac, Željko Jerkov, Rato Tvrdić i Damir Šolman, a vodio ih je trener Mirko Novosel (Hrvatska).

## Hrvatska i u Hrvata

### Osnivanja
- NK Hrvatski dragovoljac Zagreb, hrvatski nogometni klub

## Vanjske poveznice
|  | Zajednički poslužitelj ima još gradiva o temi Šport u 1975. |